# スウェーデン室内管弦楽団
エーレブルー・スウェーデン室内管弦楽団（スウェーデン語: Svenska Kammarorkestern Örebro）は、スウェーデン・エーレブルー市を本拠地とする室内オーケストラである。

## 沿革・概要
1995年にエーレブルー室内管弦楽団（スウェーデン語: Örebro Kammarorkester）とエーレブルー管楽合奏団（スウェーデン語: Örebro Kammarblåsare）が合併したことによって設立される。

## 録音
レコーディングはシマックス・レーベルに、ダウスゴー指揮でベーレンライター版を使ったベートーヴェン交響曲シリーズやボリス・ベレゾフスキーの独奏でピアノ協奏曲シリーズがある他、ナクソス・レーベルやBISレーベルなどにもある。演奏スタイルとしては、現代楽器を使用して古楽アプローチで演奏する代表的な団体と目されている。

## 音楽監督
- Adolf Andrén (1909～1917年)
- Viktor Fritzell (1917～1918年)
- Josef Lind (1920～1930年)
- Nils Höglund (1930～1939年)
- Gunnar Marcusson (1939～1945年)
- Olgerts Bistevins (1945～1946年)
- Ingvar Lidholm (1947～1957年)
- Rune Larsson (1957～1968年)
- Lennart Hedwall (1968～1974年)
- Göran W Nilson (1974～1981年)
- František Vajnar (1981～1983年)
- Göran W Nilson (1983～1993年)
- Thomas Dausgaard (1997～2019年)
- Martin Fröst (2019年～)